# Henry Jacobs
Henry Sandy Jacobs (* 9. Oktober 1924 in Chicago, Vereinigte Staaten; † 25. September 2015 in den USA) war ein interdisziplinär arbeitender US-amerikanischer Tonkünstler, Radiomoderator, Filmproduzent und Entertainer.

## Leben und Wirken

### Ausbildung und erste Experimente
Jacobs sammelte seine ersten Showbiz-Erfahrungen während seiner Dienstzeit beim United States Army Air Corps und studierte anschließend bis zu seinem Abschluss an der University of Chicago. Mit Beginn der 1950er Jahre fand er in Mexiko-Stadt Beschäftigung bei lokalen Radio- und Fernsehsendern. 1952 kehrte Jacobs in seine Heimatstadt Chicago zurück und begann mit Tonbandgeräuschen zu experimentieren. Vor allem die strukturelle Vielfalt scheinbar spontaner Geräusche im öffentlichen Raum interessierte ihn. Während seines Studiums an der University of Illinois produzierte er auch ein reguläres Unterhaltungsprogramm auf dem Campus-Radiosender mit dem Titel „Music and Folklore“. Einige seiner Präsentationen besaßen Spaß- und Happeningcharakter, so etwa, wenn Jacobs für bestimmte ethnische Musikstücke angebliche Experten in die Sendung bat, um Hintergrundinformationen zu liefern. Wenn keine echten Experten zur Verfügung standen, erfand er nicht selten selbige, so auch im Falle eines vorgeblich hebräischen Musikwissenschaftler namens „Sholem Stein“, der beispielsweise behauptete, Calypso-Musik besäße rabbinische Wurzeln.

### Bei Rundfunk und Film
Auch in den Jahren nach 1953, als Jacobs nunmehr aus San Francisco weitersendete, experimentierte er mit Tonaufnahmen und Lautsprechern und kreierte beispielsweise eine „Sonate für Lautsprecher“, die er erstmals in seinem Rundfunkprogramm Radio Program No. 1 vorführte. Nebenbei beschäftigte sich Jacobs weiterhin mit allen Aspekten des Klangs, der Komposition von Musique Concrete und dem Improvisationstheater sowie mit neuen Wegen im Humor-Sektor. Begegnungen mit Lawrence Ferlinghetti, Kenneth Rexroth, Allen Ginsberg und Lenny Bruce erweiterten seinen intellektuellen Horizont. Besonders beeindruckt zeigte sich Henry Jacobs von Begegnungen mit Ken Nordine, den man „den Vater des Wort-Jazz“ bezeichnete, und mit Alan Watts, einem ehemaligen Priester der anglikanischen Kirche. Jacobs‘ Zusammenarbeit mit dem Künstler Jordan Belson  führte 1957 zu den Vortex Concerts, einer Reihe von Konzerten mit neuer Musik, darunter einige von Jacobs’ eigener Musik, und der von Karlheinz Stockhausen, die im Morrison-Planetarium des Golden Gate Parks in San Francisco vorgestellt wurden. Jacobs’ Album „The Wide Weird World von Shorty Petterstein“ bestand hauptsächlich aus Begegnungen zwischen Hipster-Sound und niemandem genau zuzuordnenden Square-Slang. Die Figur des Shorty Petterstein spielte auch eine Rolle in dem Zeichentrickfilm The Interview (1961) von Ernest Pintoff. Ebenfalls 1961 kam es zu einer Zusammenarbeit zwischen Jacobs und dem Filmemacher Jordan Belson bei einem achtminütigen 16-mm-Film namens Allures. 1963 veröffentlichte Jacobs ein Album mit dem Titel „The Laughing String“.

### Oscar-Nominierung und Fernseharbeit
Mit der Unterstützung der American Cancer Society stellte Jacobs in Zusammenarbeit mit John Korty einen animierten Kurzfilm über Versuche, mit dem Rauchen aufzuhören, zusammen. Dieser Bruch mit einer lieb gewordenen Gewohnheit hieß entsprechend im englischen Original Breaking the Habit und wurde 1965 für den Oscar in der Sparte Bester Kurzfilm nominiert. Jacobs erhielt infolgedessen mehr mediale Aufmerksamkeit als je zuvor und wurde nunmehr auch für das kommerzielle Establishment von Interesse. In den späten 1960er Jahren schuf er Radiowerbung für Japan Airlines und lieferte Audio- bzw. Video-Konzepte für die Marketingabteilung der Bank of America. Jacobs Beschäftigung mit Klangmanipulation interessierte auch den sehr jungen George Lucas, und Jacobs wurde gefragt, improvisiertes Soundtrackmaterial und Hintergrunddialoge für den ersten Lucas-Film THX 1138 bereitzustellen.
1972 arbeitete Jacobs mit Bob McClay und Chris Koch bei einer Reihe von halbstündigen Fernsehprogrammen für den öffentlichen Fernsehsender San Francisco (KQED) zusammen. Das Programm „The Fine Art of Goofing Off“ galt als eine Art philosophische Sesamstraße. Jedes Programm stand unter einem offenen Thema, wie etwa „Zeit“ oder „Arbeit“ und wurde collageartig konzipiert. Auch hier wirkte Henry Jacobs interdisziplinär und kollaborierte mit so verschiedenartigen Künstlern wie Alan Watts, Victor Moscoso, Mark Unobsky, Pete Sears, Woody Leafer und Jordan Belson. Zusammen mit David Grieve stellte Jacobs den 1973 erschienenen Film Essential Alan Watts: Man in Nature, Work as Play auf die Beine, in dem auch die Verbindungen von Watts zur Beat Generation beschrieben wurden. Schließlich zog er sich in den Norden von San Francisco zurück und trat nur noch selten in der Öffentlichkeit auf.